# 200 mètres féminin aux Jeux olympiques d'été de 1980 (athlétisme)
Navigation
Montréal 1976 Los Angeles 1984
L'épreuve du 200 mètres féminin aux Jeux olympiques de 1980 s'est déroulée du 28 au 30 juillet 1980 au Stade Loujniki de Moscou, en URSS. Elle est remportée par l'Est-allemande Bärbel Wöckel, qui conserve son titre et établit un nouveau record olympique en 22 s 03.

## Faits marquants
35 concurrentes représentant 25 nations participent à l'épreuve. 
En l'absence de la recordwoman du monde, l'Est-Allemande Marita Koch, alignée sur 400 mètres, et de la championne d'Europe de 1978 et nouvelle championne olympique du 100 m Lyudmila Kondratyeva, blessée, Bärbel Wöckel avait de bonnes chances de défendre son titre avec succès, d'autant plus que le boycott de la part des États-Unis privait Evelyn Ashford, la meilleure Américaine sur la distance, d'une participation.
La Soviétique Natalya Bochina réalise le meilleur temps des deux premiers tours avec 22 s 26 en quart de finale, puis Merlene Ottey devance Wöckel en demi-finale (22 s 32 contre 22 s 54).
En finale, cette dernière prend le départ à la ligne une, mais réalise un bon virage et entame la ligne droite avec une légère avance sur Bochina et Ottey. Elle accentue son avance pour terminer en 22 s 03, un nouveau record olympique. Bochina, âgée de 18 ans, prend la médaille d'argent sur le fil en 22 s 19, record du monde junior, devançant Ottey d'un centième. Bärbel Wöckel est la troisième sprinteuse à remporter le 200 m olympique à la ligne 1, après Fanny Blankers-Koen et Wilma Rudolph.

## Records avant compétition
Avant cette compétition, les records dans cette discipline étaient les suivants : 
| Record du monde  | Marita Koch (GDR)   | 21 s 71 | Karl-Marx-Stadt | 10 juin 1979    |
| Record olympique | Bärbel Eckert (GDR) | 22 s 37 | Montréal        | 28 juillet 1976 |

## Résultats

### Séries
Les 3 premières de chaque série et les 6 meilleurs temps se qualifient pour les quarts de finale.

### Quarts de finale
Les 5 premières de chaque série et le meilleur temps se qualifient pour les demi-finales.
| Rang | Athlète            | Pays             | Temps   | Notes |
| ---- | ------------------ | ---------------- | ------- | ----- |
| 1    | Kathryn Smallwood  | Royaume-Uni      | 22 s 95 | Q     |
| 1    | Lyudmila Maslakova | Union soviétique | 23 s 24 | Q     |
| 3    | Liliana Panayotova | Bulgarie         | 23 s 29 | Q     |
| 4    | Jacqueline Pusey   | Union soviétique | 23 s 48 | Q     |
| 5    | Els Vader          | Pays-Bas         | 23 s 67 | Q     |
| 6    | Iren Orosz         | Hongrie          | 23 s 68 |       |
| 7    | Karin Verguts      | Belgique         | 24 s 00 |       |
| 8    | Françoise Damado   | Sénégal          | 24 s 80 |       |

| Rang | Athlète           | Pays               | Temps   | Notes |
| ---- | ----------------- | ------------------ | ------- | ----- |
| 1    | Merlene Ottey     | Jamaïque           | 22 s 82 | Q     |
| 2    | Bärbel Wöckel     | Allemagne de l'Est | 22 s 86 | Q     |
| 3    | Beverley Goddard  | Grande-Bretagne    | 22 s 97 | Q     |
| 4    | Chantal Réga      | France             | 23 s 29 | Q     |
| 5    | Galina Encheva    | Bulgarie           | 23 s 37 | Q     |
| 6    | Rufina Uba        | Grande-Bretagne    | 23 s 55 |       |
| 7    | Marisa Masullo    | Italie             | 23 s 74 |       |
| 8    | Brigitte Senglaub | Suisse             | 23 s 84 |       |

| Rang | Athlète             | Pays               | Temps   | Notes |
| ---- | ------------------- | ------------------ | ------- | ----- |
| 1    | Natalya Bochina     | Union soviétique   | 22 s 26 | Q     |
| 2    | Romy Müller         | Allemagne de l'Est | 22 s 55 | Q     |
| 3    | Sonia Lannaman      | Grande-Bretagne    | 22 s 84 | Q     |
| 4    | Linda Haglund       | Suède              | 22 s 90 | Q, SB |
| 5    | Denise Boyd         | Australie          | 22 s 91 | Q     |
| 6    | Raymonde Naigre     | France             | 23 s 10 | q     |
| 7    | Elżbieta Stachurska | Pologne            | 23 s 11 | PB    |
| 8    | Nzaeli Kyomo        | Tanzanie           | 24 s 59 |       |

### Demi-finales
Les 4 premières de chaque série se qualifient pour la finale.
| Rang | Athlète            | Pays               | Temps   | Notes |
| ---- | ------------------ | ------------------ | ------- | ----- |
| 1    | Merlene Ottey      | Jamaïque           | 22 s 32 | Q, NR |
| 2    | Bärbel Wöckel      | Allemagne de l'Est | 22 s 54 | Q     |
| 3    | Kathryn Smallwood  | Grande-Bretagne    | 22 s 65 | Q     |
| 4    | Beverley Goddard   | Grande-Bretagne    | 22 s 73 | Q     |
| 5    | Chantal Réga       | France             | 22 s 87 |       |
| 6    | Linda Haglund      | Suède              | 23 s 11 |       |
| 7    | Lyudmila Maslakova | Union soviétique   | 23 s 27 |       |
| 8    | Galina Encheva     | Bulgarie           | 23 s 27 |       |

| Rang | Athlète            | Pays               | Temps   | Notes |
| ---- | ------------------ | ------------------ | ------- | ----- |
| 1    | Romy Müller        | Allemagne de l'Est | 22 s 72 | Q     |
| 2    | Natalya Bochina    | Union soviétique   | 22 s 75 | Q     |
| 3    | Denise Boyd        | Australie          | 22 s 80 | Q     |
| 4    | Sonia Lannaman     | Grande-Bretagne    | 22 s 82 | Q     |
| 5    | Jacqueline Pusey   | Jamaïque           | 22 s 90 |       |
| 6    | Liliana Panayotova | Bulgarie           | 23 s 07 |       |
| 7    | Raymonde Naigre    | France             | 23 s 18 |       |
| 8    | Els Vader          | Pays-Bas           | 23 s 44 |       |

### Finale
| Rang               | Athlète           | Pays               | Temps   | Notes   |
| ------------------ | ----------------- | ------------------ | ------- | ------- |
| Médaille d'or      | Bärbel Wöckel     | Allemagne de l'Est | 22 s 03 | OR      |
| Médaille d'argent  | Natalya Bochina   | Union soviétique   | 22 s 19 | WJR, PB |
| Médaille de bronze | Merlene Ottey     | Jamaïque           | 22 s 20 | NR      |
| 4                  | Romy Müller       | Allemagne de l'Est | 22 s 47 | PB      |
| 5                  | Kathryn Smallwood | Royaume-Uni        | 22 s 61 | SB      |
| 6                  | Beverley Goddard  | Royaume-Uni        | 22 s 72 | PB      |
| 7                  | Denise Boyd       | Australie          | 22 s 76 |         |
| 8                  | Sonia Lannaman    | Royaume-Uni        | 22 s 80 |         |

## Légende
Records et Performances
- AR : Record continental (area record)
- CR : Record des championnats (championship record)
- MR : Record du meeting (meet record)
- NR : Record national (national record)
- OR : Record olympique (olympic record)
- PR : Record paralympique (paralympic record)
- PB : Record personnel (personal best)
- SB : Meilleure performance personnelle de la saison (season's best)
- WL : Meilleure performance mondiale de l'année (world leader)
- WJR : Record du monde junior (world junior record)
- WR : Record du monde (world record)

Circonstances et Conditions
- DNF : N'a pas terminé (did not finish)
- DNS : N'a pas pris le départ (did not start)
- DQ : Disqualification (disqualification)
- NM : Aucun essai valable enregistré (No Mark)
- Q : Qualifié « directement » au prochain tour (ou à la prochaine compétition), lors d'une compétition majeure, grâce au classement ou à la réalisation des minima (automatic qualifier)
- q : Qualifié au prochain tour (ou à la prochaine compétition), lors d'une compétition majeure, grâce au repêchage ou à la réalisation de l'une des meilleures performances parmi celles des « non qualifiés directement » (grâce au meilleur temps ou à la meilleure distance par exemple) (secondary qualifier)